# Konkludentní právní jednání
Konkludentní právní jednání je projev vůle učiněný jiným způsobem než slovně (tedy ne ústně nebo písemně), přičemž právně jednající takovým způsobem, jako je např. kývnutí hlavou, potřesení rukou, nevyjádření protestu, mlčky, vyjádří svou vůli se právně vázat (viz právní vztah).
Patří sem i projev učiněný mlčky (jinak řečeno tacitní), jestliže nelze mít pochybnosti, co jednající chtěl tímto projevem vyjádřit. Na mlčky projevenou vůli, a tedy konkludentní jednání lze soudit, jestliže např. jednající přikývne hlavou (projev souhlasu), škrtne text listiny nebo zničí listinu, kterou měl podepsat (projev nesouhlasu).
Rozdíl mezi klasickým konkludentním jednáním a jednáním mlčky (tacitním) je v aktivitě jednání. Konkludentní jednání spočívá v aktivní akci (například vhození mince do automatu). Opačně za jednání mlčky se považuje třeba mlčení, avšak český občanský zákoník stanoví, že mlčení neznamená automaticky souhlas.